# Dover-Foxcroft (Maine)
Dover-Foxcroft – miasto w Stanach Zjednoczonych, w stanie Maine, siedziba administracyjna hrabstwa Piscataquis.